# Har Rahav
Har Rahav (hebrejsky: הר רהב) je hora o nadmořské výšce 752 metrů v severním Izraeli, v Horní Galileji, na hranici s Libanonem.
Má podobu plochého návrší, které se zvedá cca 1 kilometru jihovýchodně od vesnice Štula a cca 2 kilometry severně od obce Netu'a. Přímo přes vrcholovou partii prochází pohraniční silnice. Jižním směrem terén prudce spadá do kaňonu vádí Nachal Šarach. Těsně před počátkem tohoto srázu stojí na úbočí hory lokalita Mecad Rahav (מצד רהב) s pozůstatky křižáckého opevněného dvorce. K jihozápadu se terén postupně svažuje částečně zalesněnou krajinou směrem k vesnici Even Menachem, stále lemovaný prudkým terénním stupněm vádí Nachal Šarach (nad nímž stojí vrch Har Conam). Na severní straně pokračuje kopcovitý terén v pohraničním pásmu s vrchy jako Har Magor a Har Amiram. Dohromady bývají tyto tři vrcholky označovány také jako Har Ajta.